# 仇
| ウィキペディアには「仇」という見出しの百科事典記事はありません（タイトルに「仇」を含むページの一覧/「仇」で始まるページの一覧）。 代わりにウィクショナリーのページ「仇」が役に立つかもしれません。 |